# Gordion
Gordion (phrügiai: Gordum; görög nyelven: Γόρδιον, Górdion; török nyelven: Gordion vagy Gordiyon; latinul: Gordium) az ókori Phrügia fővárosa volt. A mai Yassıhüyük helyén, Törökország fővárosától, Ankarától mintegy 70-80 km-re délnyugatra, a Polatlı kerület közvetlen közelében feküdt a Sakarya és a Porsuk folyók összefolyásánál Elhelyezkedése stratégiai helyzetet és termékeny földek feletti ellenőrzést biztosított számára. A Lüdia és Asszíria/Babilónia közötti ősi út a városnál keresztezte a Sangarius folyót. A hely megszállása a korai bronzkortól (i. e. 2300 körül) folyamatosan a Kr. u. 4. századig, majd a Kr. u. 13. és 14. században ismét bizonyított. A gordioni citadella dombja körülbelül 13,5 hektár méretű, és a csúcspontján a lakott terület ezen túl is kiterjedt, körülbelül 100 hektárnyi területre. Gordion a phrügiai civilizáció típushelye, és a Kr. e. 800 körüli, jól megőrzött pusztulási szintje kronológiai láncszem a térségben. A lelőhelyen található tumulusok hosszú hagyománya fontos bizonyítéka a vaskori elit monumentalitásnak és temetkezési gyakorlatnak.
Gordion 2023-ban felkerült az UNESCO világörökségi listájára is.[forrás?]

## Nevének eredete
Gordion neve az ógörög Górdion (Γόρδιον) névből származik, amely viszont a phrygiai Gordum névből származik, jelentése „város”.

## Története

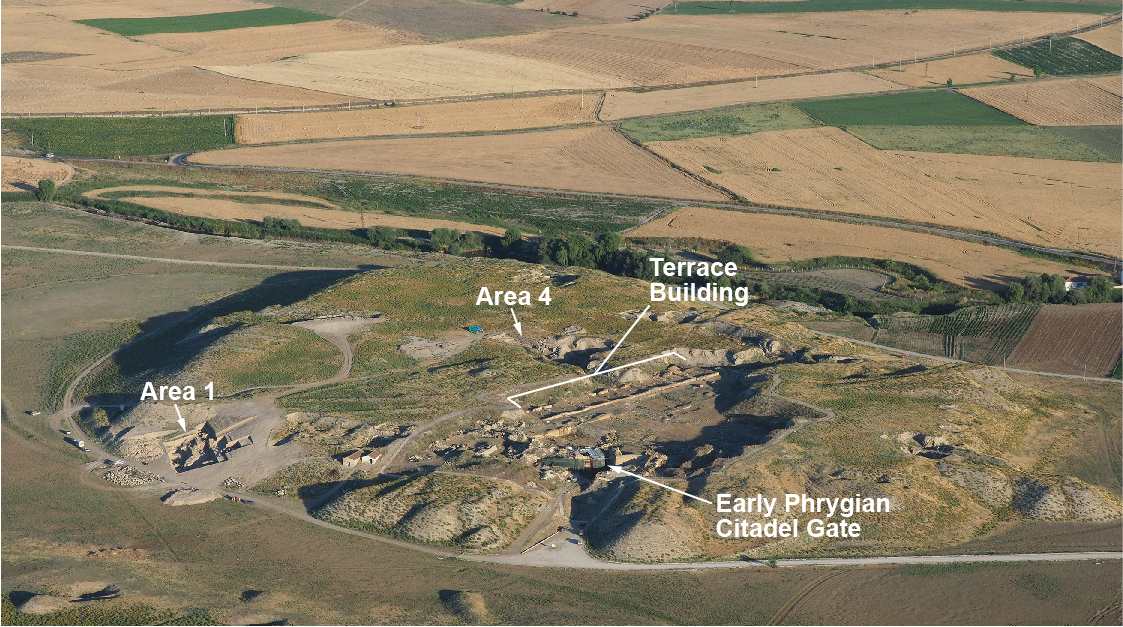
Gordion maradványai

### Bronzkor
Gordion legalább már a korai bronzkorban, i. e. 2300 körül lakott volt. Ennek az időszaknak a végére már kerámiailag közös vonásokat mutatott olyan közösségekkel, amelyek egészen Troásztól nyugatra és Keleten egészen Kilíkiáig terjedtek.
A középső bronzkorban Gordion a hettiták befolyása alá került, a helyszínen végzett feltárásokkor közigazgatási pecséteket találtak. Az északkeleti gerincen egy kiterjedt nekropolisz van tanúsítva, az MH III-IV. korszakból származó temetkezésekkel.
A késő bronzkori Gordion a Hettita Birodalom része volt, területének nyugati szélén helyezkedett el.

### Korai vaskor
A korai vaskorban kulturális változás következett be, az építészet és a kerámia tekintetében a késő bronzkorhoz képest határozott eltérésekkel. A Délkelet-Európával fennálló kerámiai és nyelvi kapcsolatok arra utalnak, hogy ebben az időben balkáni bevándorlók, valószínűleg a brüggerek érkeztek be.

### Korai fríg időszak
A 10. és a 9. században, a kora phrygiai korszakban több monumentális építkezés zajlott a citadellán, amelynek eredményeképpen a citadelladomb körül körfal épült, kiterjedt kapukomplexummal. A keleti citadella kapuja egyszerre nyújtott fokozott védelmet és hatalmi kivetülést; tíz méteres magasságban maradt fenn, így ez a legjobban megőrzött példa Anatóliában. 

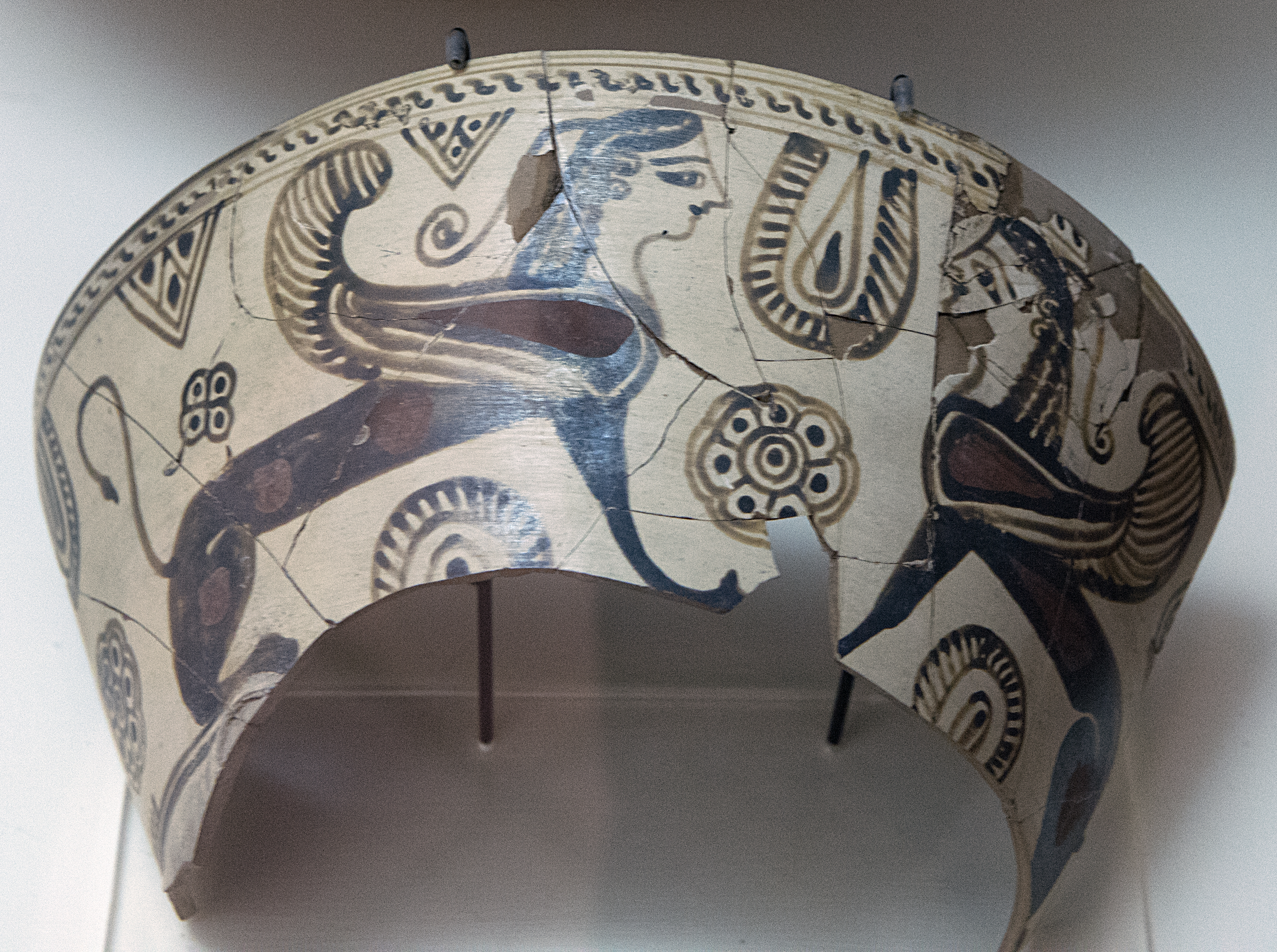
Cserépedény töredék a gordiumi múzeumból

Ugyanebben az időben, i. e. 850 körül épült a W. tumulus, mely az első ismert tumulus-temetkezési példa Anatóliában, amely a gordioni elit előkelőségét jelzi. 
A keleti citadella kapuján túl a halom keleti oldalát elit épületek sora foglalta el. Ezek közé tartozott több megaron alaprajzú épület és nagy, egymással összekapcsolt teraszos épületegyüttes. 
A gordioni megaronok valószínűleg adminisztratív funkciót töltöttek be, a legnagyobb, a 3-as megaron talán közönségcsarnokként szolgált. A megaronok között több, bonyolult geometriai mintákkal díszített kavicsmozaikpadló található, amelyek a típusuk legkorábbi ismert példái közé tartoznak. A teraszépület, egy több mint száz méter hosszú, nyolc, egymással összekapcsolt épületből álló komplexum, az őrlés, főzés és szövés, valamint a raktározás helyszínei voltak. 
A kora fríg korszak maradványai a Citadella-domb keleti oldalán egy tűzvésznek köszönhetően maradtak fenn, amely valószínűleg i. e. 800 körüli időszakra tehető. Ez a pusztulási szint és a fölötte lévő terület későbbi újjáépítése megőrizte a kora fríg korszak építészetét és számos leletet.

### Korai phrygiai rombolás szintje

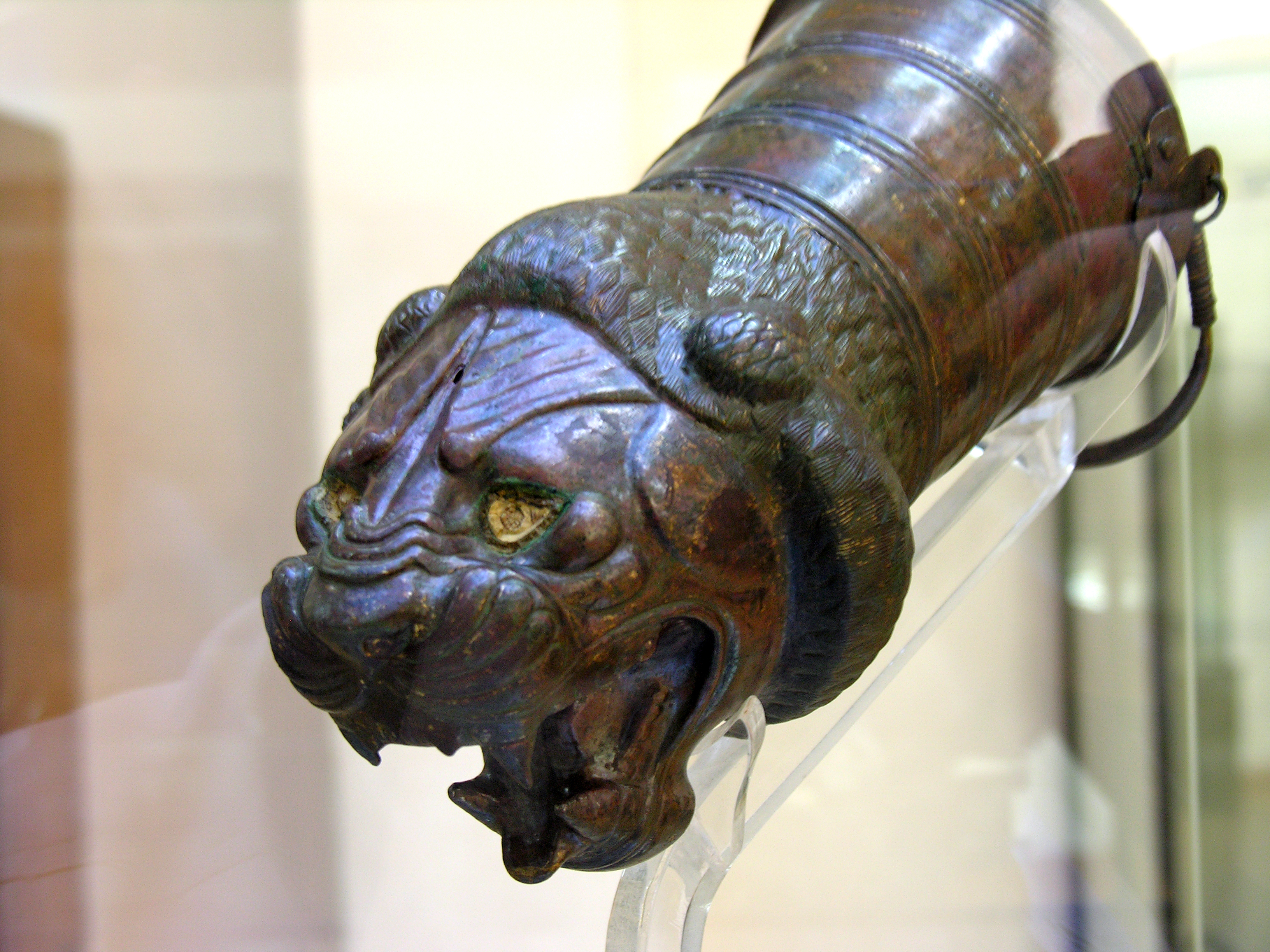
Oroszlánfej alakú ivóvödör, rituális edény a gordioni nagy Tumulusból. A késő asszír és urarti kivitelezés példája.

A gordioni Citadella-domb keleti részének széles körű égetésére számos bizonyíték van, egy olyan szinten, amelyet az eredeti ásatásvezető, Rodney S. Young pusztulási szintnek nevezett. Ez az esemény, valamint az ezt követő, az égési szint fölött akár öt méter vastag agyagréteg lerakódása számos épületet és több száz tárgyat zárt le és őrzött meg a korai phrygiai fázisból, megdöbbentő betekintést nyújtva egy vaskori fellegvár elitnegyedének jellegébe, ami egyedülálló az anatóliai régészetben. Mint ilyen, a kora-frygiai pusztulási szint jól datált összehasonlító anyagot szolgáltat a régió más lelőhelyei számára, és kulcsfontosságú fix pontot jelent a közép-anatóliai kronológiában.
A régészek eleinte úgy értelmezték a Pusztulási szintet, mint egy Kr. e. 700 körüli kimmeriai támadás maradványait, egy olyan eseményt, amelyre Sztrabón és Kaiszareiai Euszebiosz jóval később úgy hivatkozott, mint amely Midász király halálát okozta. A Young által elemzett kezdeti radiokarbon adatok némi kétséget ébresztettek ezzel az értelmezéssel kapcsolatban, de a Kr. e. 700-as dátumot széles körben használták. 
2000-től kezdődően újrakezdődött a radiokarbonos kormeghatározás, a dendrokronológiai elemzés és a pusztulási szint tárgyainak alaposabb vizsgálata. Három tényező volt különösen fontos: a Tumulus MM dendrokronológia alapján történő datálása Kr. e. 740 körüli időpontra; a pusztulási szint tárgyainak összehasonlítása a Tumulus MM-ben és a gordioni tumulusok más, egymástól függetlenül datált gyűjteményeiben található tárgyakkal; valamint a jól ismert 8. századi görög kerámiák vizsgálata a pusztulási szint utáni kontextusokban. Összességében ez a kutatás azt mutatta, hogy a tűzvész időpontja körülbelül száz évvel korábbi, mint korábban gondolták, i. e. 800 körül volt.

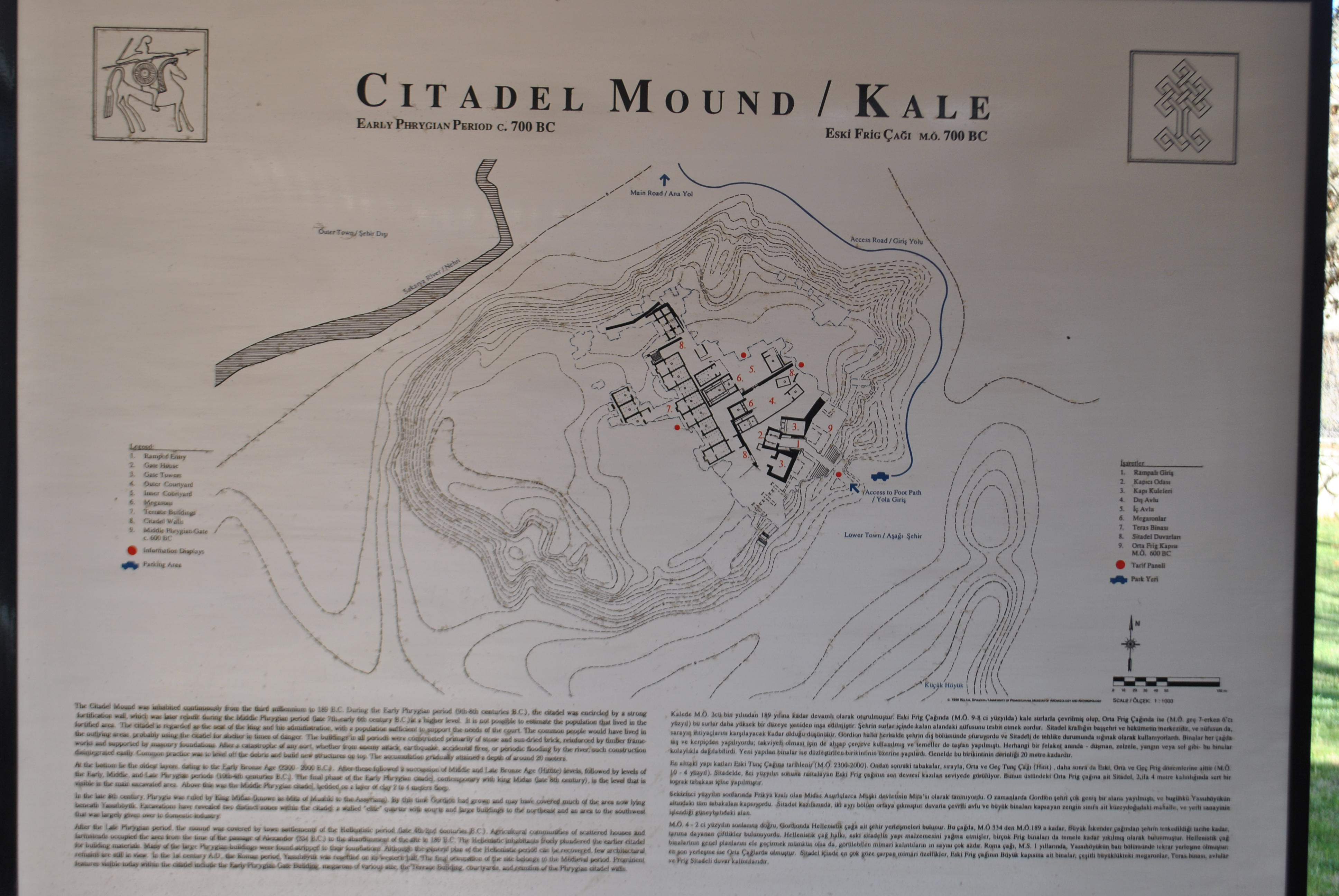
Gordium romjainak elhelyezkedési térképe

A radiokarbon-elemzéssel kapcsolatos kezdeti kritika öt minta előzetes közzétételére összpontosított, de ezt később megcáfolta tizenöt további rövid életidejű minta közzététele, amelyek mindegyike tucatnyi, a pusztulási szintről származó árpa-, lencse- és lenmag átlaga. Ezek mindegyike i. e. 840-795 körüli tartományt jelzett, valószínűleg i. e. 830/815 és 810/800 között, és semmiképpen sem voltak összeegyeztethetőek az i. e. 700 körüli dátummal, még az adatokon belüli kiugró értékek szélsőséges kiigazításával sem, következésképpen a tűz már nem hozható kapcsolatba a kimmeriai betöréssel, és valószínűleg véletlenszerű volt, és nem utalt katonai támadásra. A Kr. e. 800 körüli dátumot a korai phrygiai pusztulási szintre vonatkozóan a Közép-Anatóliában dolgozó tudósok széles körben elfogadták, ellenvetéseket csak Muscarella és Keenan fogalmazott meg.

### Középső fríg időszak
A Kr. e. 800 körüli pusztulási szint jelzi a kora-frig korszakból a középső-frig korszakba való átmenetet. A tűzvész után Gordion lakói egy hatalmas építkezési programot fejeztek be a Citadella-dombon, amelynek során akár öt méternyi agyagot is leraktak a domb magasságának megemelése érdekében. 

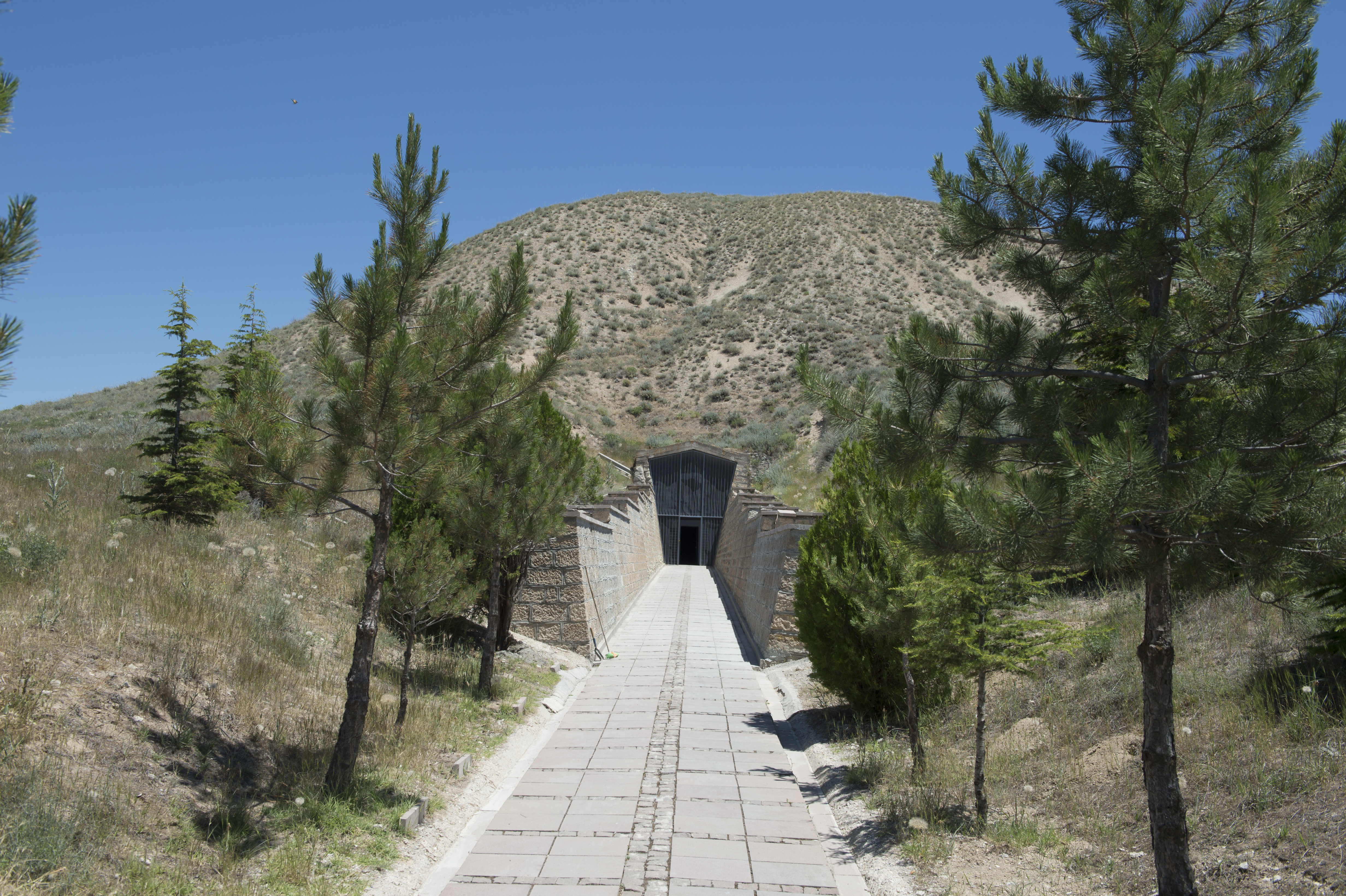
Midász király tumulusa

A fellegvárat nagyrészt hasonló terv alapján építették újjá, ez a monumentális folyamat hatalmas mennyiségű munkát és tervezést igényelt. Gordion erődítményei ebben az időben kibővültek a Citadella-dombtól északra és délre lévő erődpárral, amelyeket egy körfal kötött össze, amely egy több mint huszonöt hektáros területet, az Alsóvárost zárta körül. 
Az Alsóvároson túl a település a Külsővárosban folytatódott, amelyet egy további fal és árok védett. A település az Északkeleti-hátra is kiterjedt, ahol egy sor ház elpusztult egy ismeretlen ellenség által Kr. e. 700 körül elkövetett támadásban. A középső phrygiai korszakban Gordion elérte legnagyobb kiterjedését, körülbelül száz hektárnyi települési területet foglalt magába. Ebben az időben jelentősen megnőtt a phrygiaiak politikai befolyása is Anatóliában. 
Az i. e. 9. és 8. században a város egy olyan királyság fővárosává nőtte ki magát, amely Kis-Ázsia nagy részét ellenőrizte a Halys folyótól nyugatra. Az i. e. 6. század folyamán Lídia királysága, Phrügia délnyugati szomszédja kezdett befolyást gyakorolni Anatólián belül, valószínűleg a phrygiai ellenőrzés rovására. 
Nagy Kürosz és az Akhaimenida Birodalom Kr. e. 546-ban kezdődő anatóliai betörése jelentette a lídiai ellenőrzés és a phrygiai autonómia végét Gordionban.

### Midászkirály

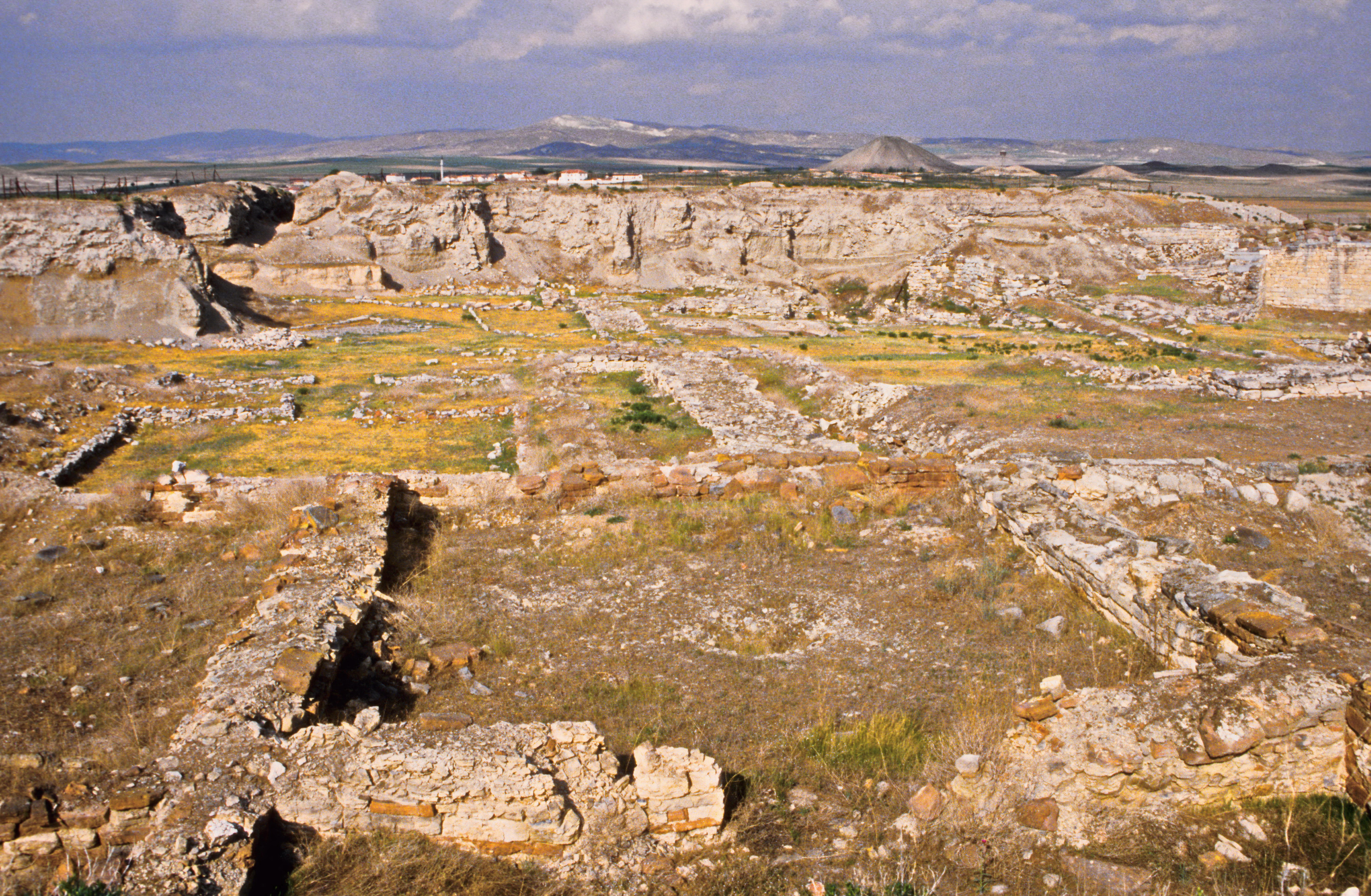
Midász citadella, Gordion

Frígia leghíresebb királya Midasz volt, aki a középső fríg korszakban Gordionban uralkodott. Valószínűleg i. e. 740 körül ült a gordioni trónon, a Tumulus MM ez idő tájt történt befejezése alapján. A Kr. e. 718 és 709 közötti korabeli asszír források Mit-ta-a néven említik. Hérodotosz görög történetíró szerint Midasz király volt az első idegen, aki

### Tumulusok

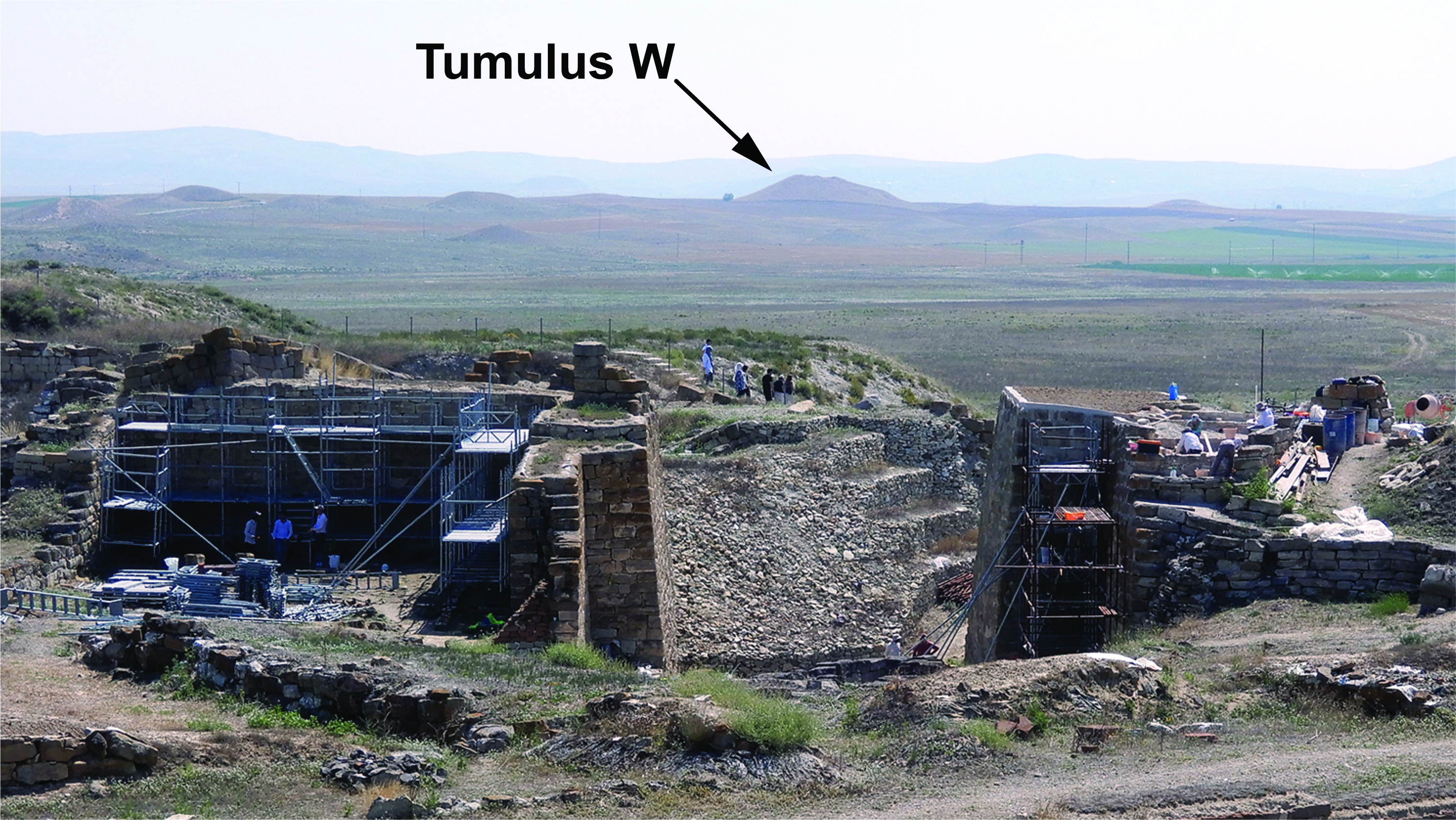
Gordion, Tumulus W

Gordion közelében több mint száz sírhalom található, amelyek a Kr. e. 9. és a Kr. e. 6. század közötti időszakból származnak. E sírhalmok közül a legnagyobbakat hagyományosan királyokhoz kötik, különösen az MM tumulust. Két fő nekropolisz van, az északkeleti és a déli gerinc. A Gordionban található, i. e. 850 körülire datált Tumulus W a legkorábbi ismert sírhalom a helyszínen, és az Anatóliában ismertek közül is az első. A tumulusok a 7. század végéig, amikor a helyszínen megkezdődött a hamvasztás, a Gordionban inhumációs (elföldeléses) temetkezésekhez kapcsolódva. A két hagyomány ezután a Kr. e. 6. századig egymás mellett létezett.

### Tumulus MM

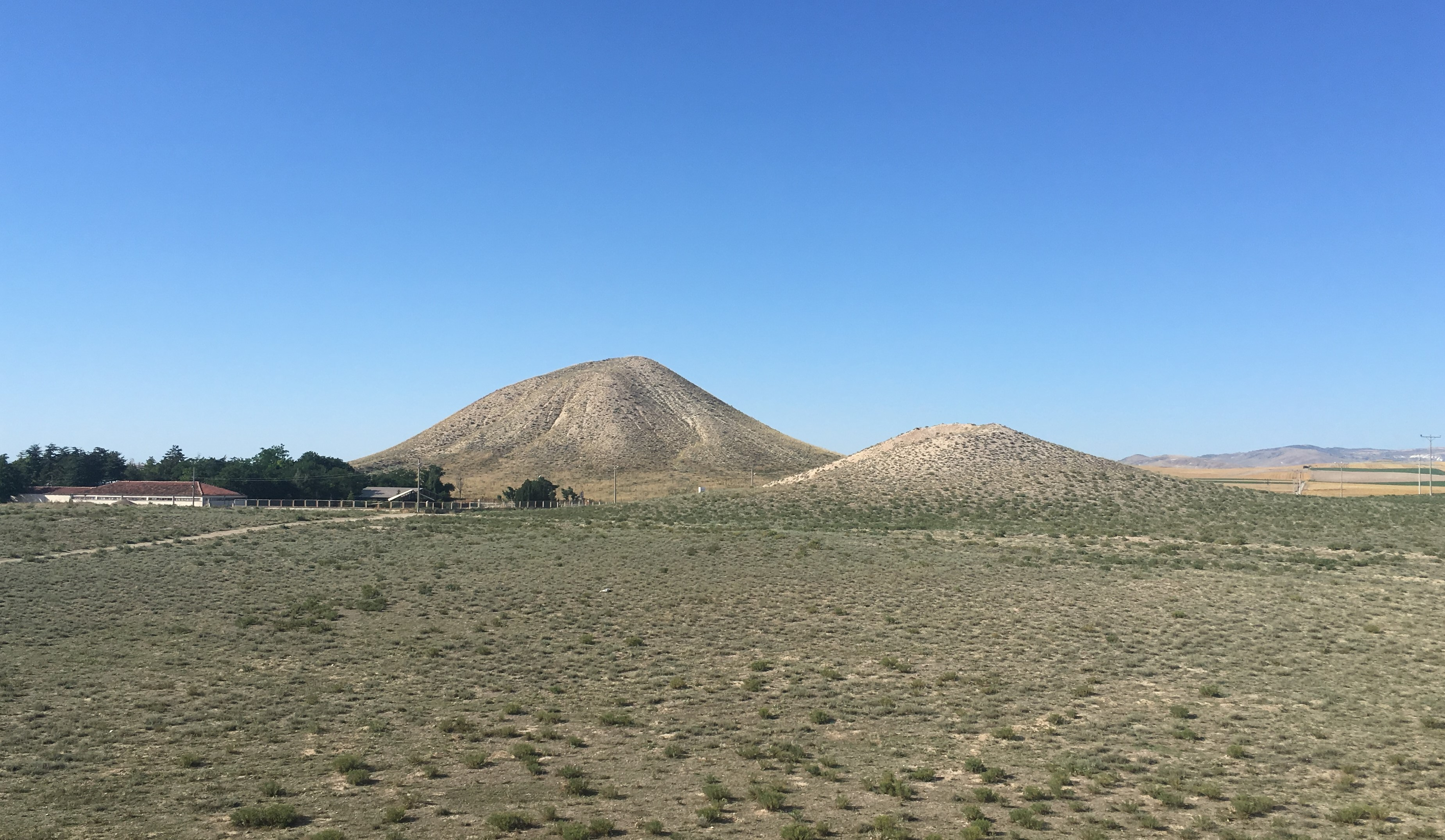
A nagy tumulus

A Tumulus MM (a „Midasz-domb”), a Nagy Tumulus, a legnagyobb temetkezési halom Gordionban, amely ma több mint ötven méter magas, átmérője pedig mintegy háromszáz méter. Kr. e. 740 körül épült, és ekkoriban Anatólia legnagyobb tumulusa volt, amelyet csak a lídiai Alyattes tumulus kb. 200 évvel később múlott felül. 
Az MM tumulust 1957-ben Young csapata ásatta ki, és feltárta a királyi sír maradványait, amelyek bíbor és arany textíliákon nyugodtak egy nyitott rönkkoporsóban, körülvéve pompás tárgyak hatalmas tárházával. A temetkezési tárgyak között voltak szerves maradványokat tartalmazó kerámia- és bronzedények, bronz fibulák (ókori biztosítótűk), bronzból készült csatolt bőrszíjak, valamint a faragott és intarziás fabútorok rendkívüli gyűjteménye, amely kivételes állapotban volt. 
A Tumulus MM temetési szertartását rekonstruálták, és a tudósok megállapították, hogy a lakomán a vendégek bárány- vagy kecskepörköltet ettek és erjesztett ital keverékét itták. Ma már általánosan feltételezik, hogy ez Midasz apjának, Gordiasznak a sírja, és valószínűleg ez volt Midasz első monumentális projektje a trónra lépése után. 

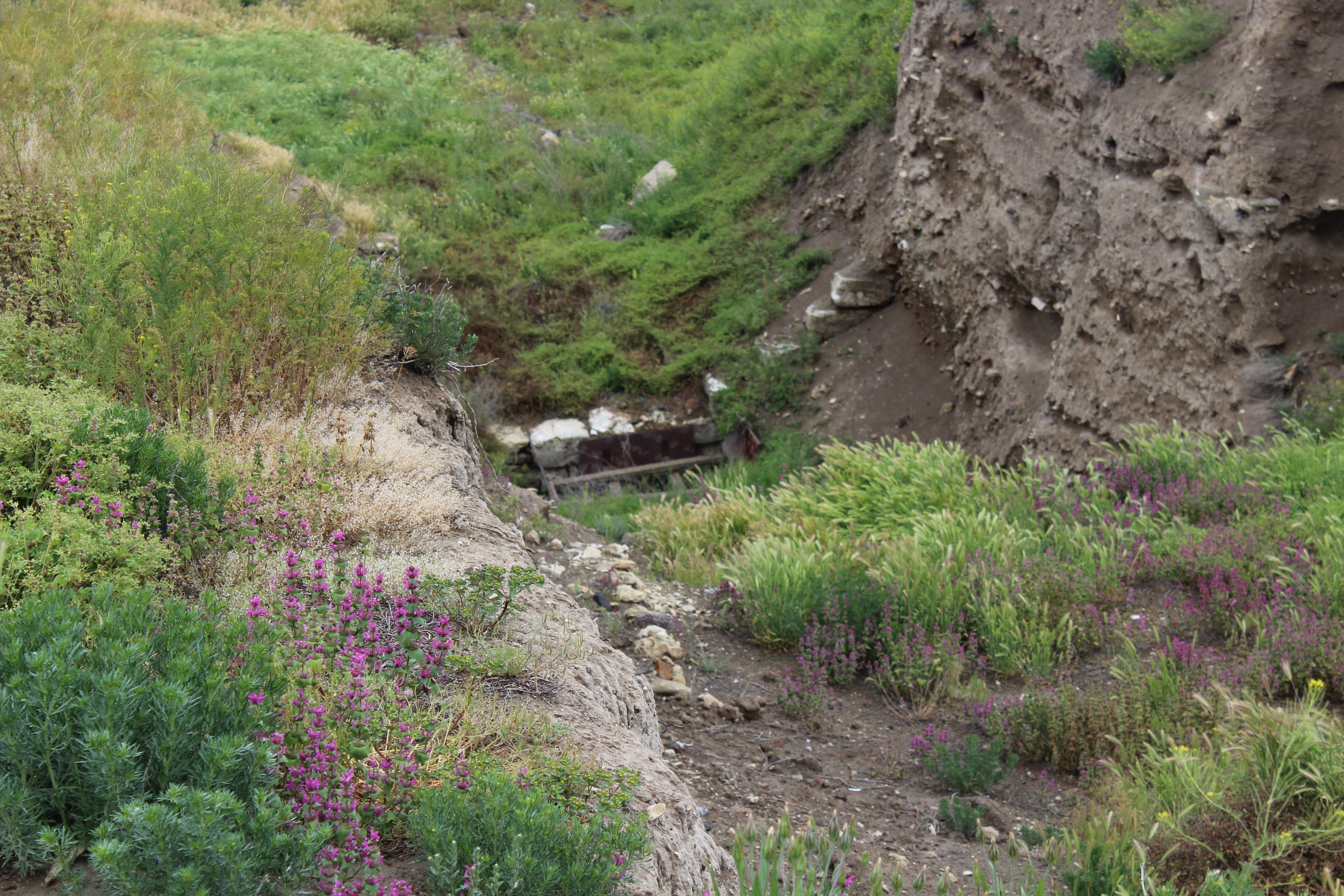
Gordiumi rommaradványok

Késő phrygiai korszak A Küçük Höyük-i erőd, amely a Kr. e. 546-os perzsa támadásban elpusztult. Nagy Kürosznak az i. e. 540-es években Anatóliában végrehajtott hadjáratait követően Gordion az Akhaimenida Perzsa Birodalom része lett. Az i. e. 546. évi perzsa ostromról Gordionban kiterjedt bizonyítékok állnak rendelkezésre, amelyek főként a Küçük Höyük-i erődhöz kapcsolódnak. A perzsa támadók az erőd megtámadásához egy nagy ostromrámpát építettek, amely ma is látható. A hódítás után Gordion a Hellészpontinus-Frícia szatrapia része lett, amelynek nem Gordion, hanem a Márvány-tengeren fekvő Daskyleion volt a fővárosa. Státuszának visszaszorulása ellenére Gordion kezdetben az Akhaimenidák alatt is virágzott, és a 6. századig fennmaradtak a tumulusos temetkezések és a monumentális épületek. 
Kr. e. 500 körül a Citadella-domb keleti oldalához egy félig földalatti építményt, a Festett Házat építettek. A falfreskók programja női körmenetet ábrázolt. Talán kultikus tevékenységhez kapcsolódik, bár ennek jellege bizonytalan. 

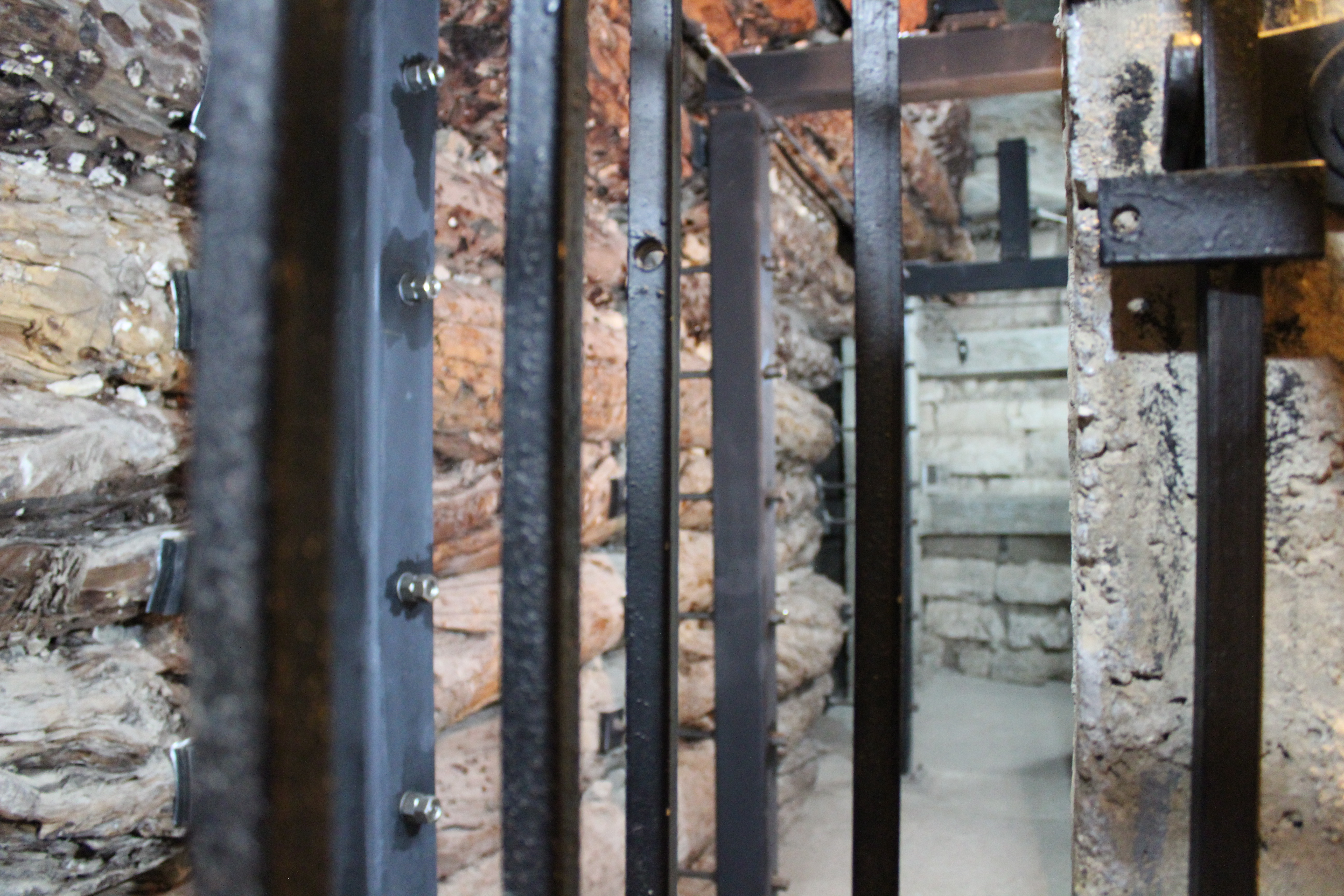
A Midász tumulus

A Kr. e. 4. század Gordionban egy földrengéssel és II. Agészilaosz spártai király támadásának kombinációjával kezdődött. Az ezt követő évszázadban a Citadella-dombon nem voltak monumentális épületek, sőt, a korábbi építmények közül soknak a kövét kisebb épületekhez használták fel más a helyszíneken. 
Hellenisztikus időszak Nagy Sándor megjelenése i. e. 333-ban jelentős változást idézett elő a helyszínen: görög istenségek imádata, görög nyelvű feliratok és  görög kerámiák váltották fel a helyszínen a fríg elődöket. 

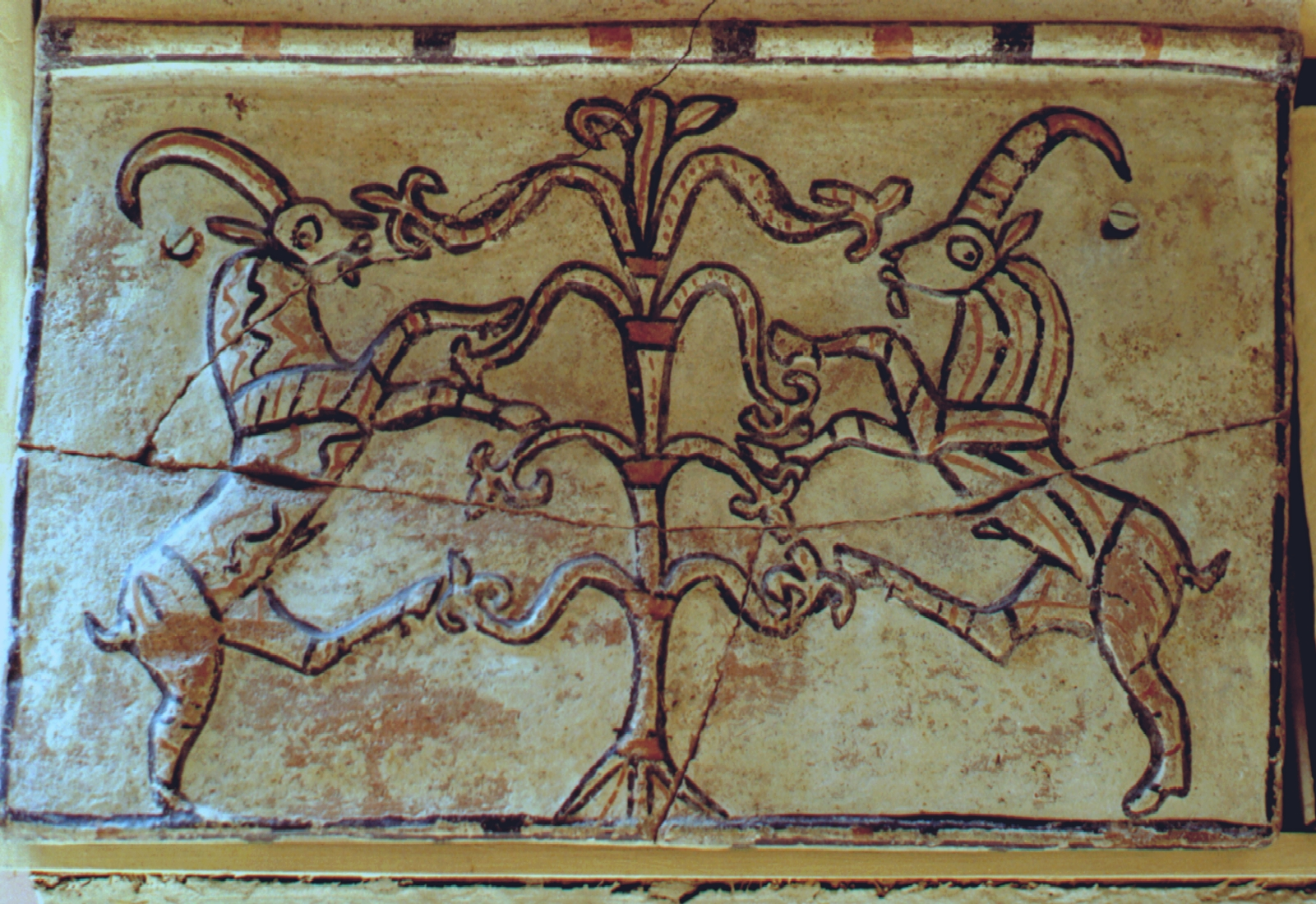
Kecskék az élet fája mellett. Festett dombormű, 31 x 44 cm, egy pazarli ház terrakotta csempéje. Frígia, Kr. e. 6. század

Az i. e. 3. század közepén érkeztek a galaták, egy kelta nép, amely először a bithyniai I. Nikomédész által felbérelt zsoldosként érkezett Anatóliába. A galáciaiak végül Frígiában, többek között Gordionban telepedtek le. 
Gordion települése a hellenisztikus korszakban kifejezetten lakóházas jellegű volt, a Citadella-dombon álló középületek fölé nagy házakat építettek, az alsó és a külső városokban pedig nem volt nyoma lakhatásnak. Kr. e. 189-ben Gnaeus Manlius Vulso római konzul hadjáratot indított Galatia területén, ami arra kényszerítette Gordion lakóit, hogy ideiglenesen elhagyják a települést. Gordiont rövid időre újra benépesítették, de valamikor az i. e. 1. században ismét elhagyták.

### Gordiuszi csomó
Az ókori hagyomány szerint Nagy Sándor Kr. e. 333-ban vágta el (vagy más módon oldotta ki) a gordiuszi csomót: ez a bonyolult csomó a város akropoliszán álló frígiai szekér rúdjához kötötte az igát. A szekeret Midaszhoz vagy Gordiaszhoz (vagy mindkettőhöz) társították, és a dinasztia hatalomra jutásával hozták összefüggésbe. 
Egy helyi jóslat úgy rendelkezett, hogy aki ki tudja oldani a csomót, annak az a sorsa, hogy Ázsia uralkodója legyen.

### Római korszak

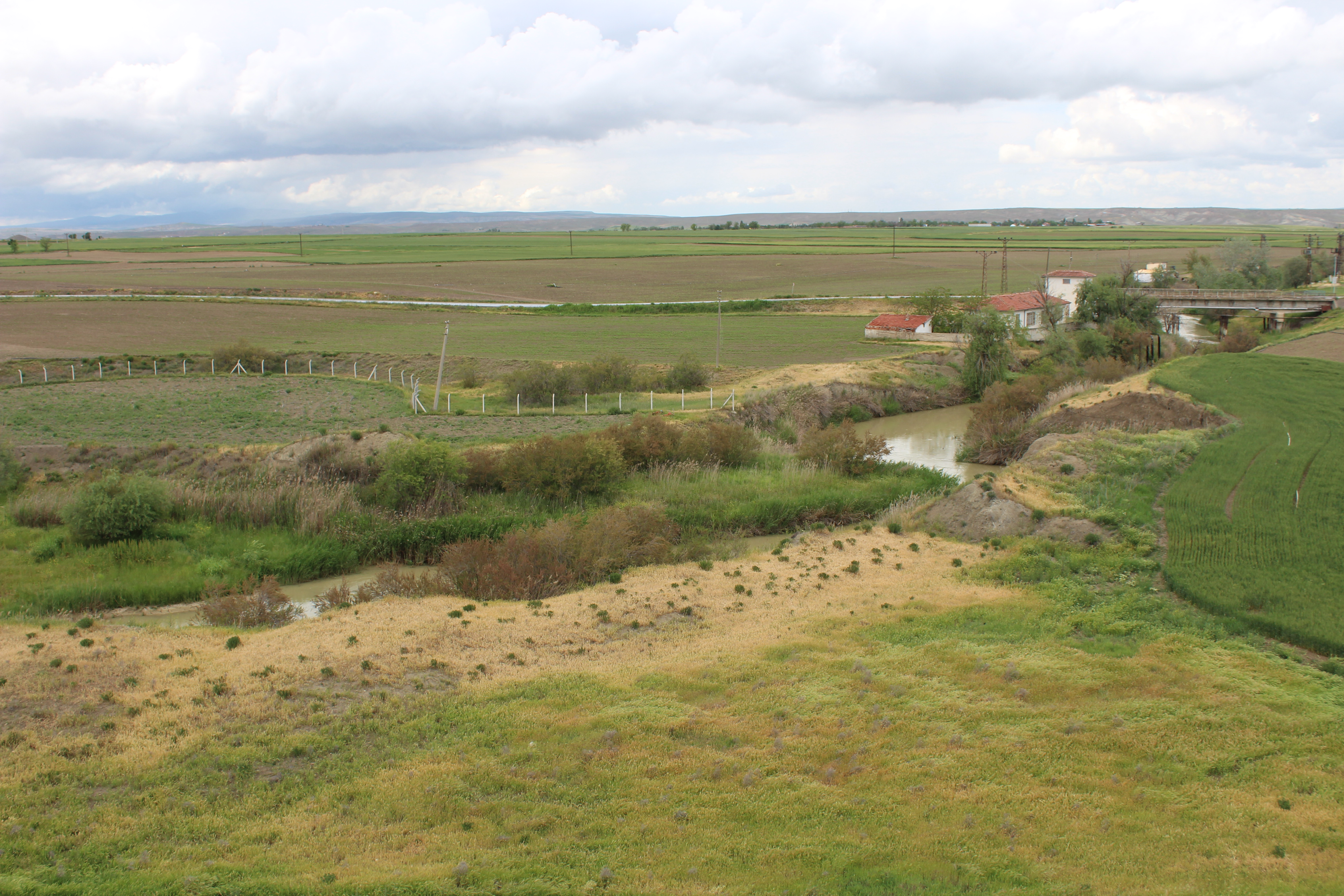
Gordion környékének látképe

A római kor Gordionban a Kr. u. 1. századtól a 4. századig tartott, a Citadella-domb nyugati részén egy sor megszállással és elhagyással. Az Ancyra és Pessinus közötti római út Gordionon keresztül vezetett, amely ebben az időben Vindia vagy Vinda néven lehetett ismert.

## Kronológia
- Korai bronzkor:         i. e.    3000-2000
- Középső bronzkor:       i. e.    2000-1600
- Késő bronzkor:          i. e.    1600-1200
- Korai vaskor:           i. e.    1200-900
- Korai fríg korszak:     i. e.    900-800
- Középső fríg korszak:   i. e.    800-540
- Késő fríg időszak:      i. e.    540-330
- Hellenisztikus korszak: i. e.    330-1. század
- Római kor:              i. u.    1-5. század
- Középkor:               i. u.    13-14. század
- Modern Gordion:         jelenkor 1920

### Kiadványok
- A gordioni ásatások eredményeit egy nemzetközi tudóscsoport tanulmányozza, a lelőhely történetének minden korszakát folyamatosan kutatják.

### Ókori források
Gordiont a következő ókori források említik: 
- Xenophón Hellenica 1.4.1; Hellenica Oxyrhynchia 21.6;
- Plutarkhosz;
- Jusztianusz, A világ története 11.7;
- Polübiosz Históriák 21.37.1; Livius Róma története 38.18;
- Sztrabón Földrajz 12.5.3, 12.8.9;
- Plinius az idősebb Természettörténet 5.42;
- Arrianus Anabasis 1.29.1-2, 2.3.1;
- Suda omi.221. ;
- Bizánci Stephanus Ethnica G211.1.

### Idézetek
- Adams, Douglas Q. (1997). Mallory, J.P.; Mallory, Douglas Q. (eds.). Encyclopedia of Indo-European Culture. Taylor & Francis. p. 199. ISBN 978-1-884-96498-5.
- Rose, C. Brian (2017). "Fieldwork at Phrygian Gordion, 2013-2015". American Journal of Archaeology. 121 (1): 135–178. doi:10.3764/aja.121.1.0135. JSTOR 10.3764/aja.121.1.0135.
- "Gordion". UNESCO World Heritage Centre. Archived from the original on 2023-09-18. Retrieved 2023-09-18.
- Marsh, Ben (1999). "Alluvial Burial of Gordion, An Iron-Age City in Anatolia". Journal of Field Archaeology. 26: 163–176.
- "Geomorphology". The Gordion Archaeological Project. Penn Museum.
- "Bronze Age Gordion". The Gordion Archaeological Project. Penn Museum.
- Mellink, Machteld J. (1956). A Hittite Cemetery at Gordion. Philadelphia: University of Pennsylvania. ISBN 9780934718059.
- Seeher, Jürgen (2011). "The Plateau: The Hittites". In McMahon, Gregory; Steadman, Sharon (eds.). The Oxford Handbook of Ancient Anatolia: (10,000–323 BCE). *Oxford University Press. pp. 376–392. doi:10.1093/oxfordhb/9780195376142.013.0016.
- "Iron Age Gordion". The Gordion Archaeological Project. Penn Museum.
- Young, Rodney S. (1965). "Early Mosaics at Gordion". Expedition. 7: 4–13.
- "Chronology". The Gordion Archaeological Project. Penn Museum.
- Rose, C. Brian; Darbyshire, Gareth, eds. (2011). The New Chronology of Iron Age Gordion. Philadelphia: University of Pennsylvania Museum.
- D.J. Keenan, "Radiocarbon dates from Iron Age Gordion are confounded", Ancient West & East 3, 100–103 (2004).
- K. DeVries et al., "New dates for the destruction levels at Gordion", Antiquity 77 (June 2003)
- Manning, Sturt W.; Kromer, Bernd (2011). "Radiocarbon Dating Iron Age Gordion, and the Early Phrygian Destruction in Particular". In Rose, C. Brian; Darbyshire, Gareth (eds.). The New Chronology of Iron Age Gordion. University of Pennsylvania Museum. pp. 123–153. ISBN 9781934536445. JSTOR j.ctt3fhpv4.13.
- M.M. Voigt, "Old Problems and New Solutions: Recent Excavations at Gordion", in: L. Kealhofer (Ed.) The Archaeology of Midas and the Phrygians (Philadelphia, 2005), 28–31.
- Genz, Hermann (2013). "Review of The New Chronology of Iron Age Gordion". Bulletin of the American Schools of Oriental Research. 369: 235–237. doi:10.5615/bullamerschoorie.369.0235. JSTOR 10.5615/bullamerschoorie.369.0235.
- Summers, Geoffrey D. (2013). "Review of The New Chronology of Iron Age Gordion". Journal of Near Eastern Studies. 72 (2): 289–292. doi:10.1086/671456. JSTOR 10.1086/671456.
- Aslan, Carolyn C. (2013). "Review of The New Chronology of Iron Age Gordion". The Classical Review. 63 (2): 564–566. doi:10.1017/S0009840X13001212.
- Kealhofer, Lisa; Grave, Peter (2011). "The Iron Age on the Central Anatolian Plateau". In McMahon, Gregory; Steadman, Sharon (eds.). The Oxford Handbook of Ancient Anatolia: (10,000–323 BCE). Oxford University Press. pp. 415–442. doi:10.1093/oxfordhb/9780195376142.013.0018.
- O.W. Muscarella, "The date of the destruction of the Early Phrygian Period at Gordion", Ancient West & East 2, 225–252 (2003).
- Rose, C. Brian (2017). "Fieldwork at Phrygian Gordion, 2013-2015". American Journal of Archaeology. 121 (1): 143–147. doi:10.3764/aja.121.1.0135. JSTOR 10.3764/aja.121.1.0135.
- Histories (Herodotus) 1.14.
- Strabo 1.3.21. L. Roller, "The Legend of Midas", Classical Antiquity 2(1983): 299–313.
- Rose, C. Brian (2017). "Fieldwork at Phrygian Gordion, 2013-2015". American Journal of Archaeology. 121 (1): 171.
- E. Simpson, “Midas’ Bed and a Royal Phrygian Funeral”, Journal of Field Archaeology, 17(1990): 69–87.
- P. McGovern, D. Glusker, R. Moreau, A. Nuñez, C. Beck, E. Simpson, E. Butrym, L. Exner, and E. Stout, “A Funerary Feast Fit for King Midas”, Nature 402(1999): 863–864.
- Liebhart, Richard; Darbyshire, Gareth; Erder, Evin; Marsh, Ben (2016). "A Fresh Look at the Tumuli of Gordion". In Henry, Olivier; Kelp, Ute (eds.). Tumulus as Sema: Space, Politics, Culture and Religion in the First Millennium BC. De Gruyter. pp. 627–636.
- "Achaemenid Gordion". The Gordion Archaeological Project. Penn Museum. Archived from the original on Jan 28, 2021.
- "Hellenistic Gordion". The Gordion Archaeological Project. Penn Museum. Archived from the original on Jan 28, 2021.
- L. Roller, "Midas and the Gordian Knot". Classical Antiquity 3(1984): 256–271.
- "Roman Gordion". The Gordion Archaeological Project. Penn Museum. Archived from the original on Jan 28, 2021.
- "Medieval Gordion". The Gordion Archaeological Project. Penn Museum. Archived from the original on Jan 29, 2021.
- "Season Report 2015". The Gordion Archaeological Project. Penn Museum. Archived from the original on Jan 28, 2021.
- "Modern Gordion". The Gordion Archaeological Project. Penn Museum. Archived from the original on Jan 28, 2021.
- "Yassıhöyük Mahallesi". T.C. Polatlı Kaymakamlığı. Archived from the original on Jan 28, 2021.
- G. and A. Körte, Gordion: Ergebnisse der Ausgrabung im Jahre 1900. Jahrbuch des kaiserlich deutschen archäologischen Instituts V (Berlin, 1904).
- R.S. Young, Three Great Early Tumuli. The Gordion Excavations Final Reports, Volume 1 (Philadelphia, 1981).
- "Season Report 2013". The Gordion Archaeological Project. Penn Museum. Archived from the original on 2021-01-22. Retrieved 2020-04-06.
- "Season Report 2017". The Gordion Archaeological Project. Penn Museum. Archived from the original on 2021-01-22. Retrieved 2020-04-09.
- "Site Report 2014". The Gordion Archaeological Project. Penn Museum. Archived from the original on 2020-08-01. Retrieved 2020-04-06.
- Rose, C. Brian (2017). "Fieldwork at Phrygian Gordion, 2013-2015". American Journal of Archaeology. 121 (1): 143–147. doi:10.3764/aja.121.1.0135. JSTOR 10.3764/aja.121.1.0135.
- "Gordion Research Bibliography".
- "Gordion (Phrygia)". Topos Text. Aikaterini Laskaridis Foundation.

## Fordítás
Ez a szócikk részben vagy egészben  a   Gordion című angol Wikipédia-szócikk fordításán alapul.  Az eredeti cikk szerkesztőit annak laptörténete sorolja fel. Ez a jelzés csupán a megfogalmazás eredetét és a szerzői jogokat jelzi, nem szolgál a cikkben szereplő információk forrásmegjelöléseként.